# Regata Ingenieros-Deusto
La Regata Ingenieros-Deusto es una competición de remo, modalidad banco móvil, en concreto los outriggers olímpicos de ocho bogadores y timonel, que se realiza en la ría de Bilbao. Nació en 1981 como resultado del desafío deportivo que la Escuela de Ingeniería de Bilbao realizó a la Universidad de Deusto, ambos son centros universitarios de Bilbao. Dado que es una competición de remo universitario es, por lo tamto, completamente amateur.
La Regata se disputa sobre un recorrido de millas náuticas (7.408 metros). Se inicia en Erandio y se acaba en Bilbao, ante el Ayuntamiento de la Villa. La competición tiene carácter anual y su celebración desde su fundación en 1981 solo se ha interrumpido en 2020 y 2021 debido a las restricciones por Covid-19. En estos años de aplacamiento, no se ha concedido ningún premio al ganador.
La Regata Ingenieros-Deusto no solo se compone de la propia regata, sino que también hay una serie de actos que forman la tradición. Estos actos son el desafío (la tripulación perdedora del año anterior "desafía a su oponente a un nuevo encuentro en el campo del honor"), la rueda de prensa (presentación ante la prensa del encuentro deportivo), la previa (quedan registrados los nombres e identidades de los participantes, sus edades y pesos), la entrega de la bandeja (donde se van grabando los nombres de las tripulaciones vencedoras año tras año) y la comida de hermandad (celebrada en la Sociedad Bilbaína).
La presencia femenina en la Regata no llegó hasta la edición cuadragésimo tercera (año 2025) cuando se convirtió en una competición mixta. Ese año, Deusto presentó una tripulación íntegramente femenina, mientras que el 'ocho' de Ingenieros lo formaron cuatro hombres y cuatro mujeres.

## Historial
| N.º     | Año  | Ganador    | Tiempo            | Diferencia | Series       |
| ------- | ---- | ---------- | ----------------- | ---------- | ------------ |
| I       | 1981 | Deusto     | 26'01"            | 23"        | Deusto 1-0   |
| II      | 1982 | Deusto     | 27'14"            | 16"        | Deusto 2-0   |
| III     | 1983 | Deusto     | 29'32"            | 57"        | Deusto 3-0   |
| IV      | 1984 | Deusto     | 28'35"            | 1'24"      | Deusto 4-0   |
| V       | 1985 | Deusto     | 27'16"            | 24"        | Deusto 5-0   |
| VI      | 1986 | Deusto     | 27'55"            | 1"         | Deusto 6-0   |
| VII     | 1987 | Deusto     | 28'55"            | 1'44"      | Deusto 7-0   |
| VIII    | 1988 | Ingenieros | 24'48"            | 2'19"      | Deusto 7-1   |
| IX      | 1989 | Deusto     | 27'45"            | 1'00"      | Deusto 8-1   |
| X       | 1990 | Ingenieros | 26'36"            | 59"        | Deusto 8-2   |
| XI      | 1991 | Deusto     | 21'13" (acortada) | (38")      | Deusto 9-2   |
| XII     | 1992 | Deusto     | 23'48"            | 26"        | Deusto 10-2  |
| XIII    | 1993 | Ingenieros | 24'31"            | 2'21"      | Deusto 10-3  |
| XIV     | 1994 | Ingenieros | 27'44"            | 1'58"      | Deusto 10-4  |
| XV      | 1995 | Ingenieros | 23'32"            | 1'12"      | Deusto 10-5  |
| XVI     | 1996 | Ingenieros | 27'21"            | 7"         | Deusto 10-6  |
| XVII    | 1997 | Ingenieros | 26'07"            | 8"         | Deusto 10-7  |
| XVIII   | 1998 | Deusto     | 23'49"            | 27"        | Deusto 11-7  |
| XIX     | 1999 | Ingenieros | 26'20"            | 18"        | Deusto 11-8  |
| XX      | 2000 | Ingenieros | 28'28"            | 1'10"      | Deusto 11-9  |
| XXI     | 2001 | Deusto     | 27'08"            | 57"        | Deusto 12-9  |
| XXII    | 2002 | Deusto     | 24'29"            | 31"        | Deusto 13-9  |
| XXIII   | 2003 | Deusto     | 28'21"            | 37"        | Deusto 14-9  |
| XIV     | 2004 | Deusto     | 24'16"            | 21"        | Deusto 15-9  |
| XV      | 2005 | Ingenieros | 27'43"            | 37"        | Deusto 15-10 |
| XVI     | 2006 | Ingenieros | Decisión arbitral |            | Deusto 15-11 |
| XVII    | 2007 | Deusto     | 24'28"            | 5"         | Deusto 16-11 |
| XVIII   | 2008 | Ingenieros | 23'38"            | 25"        | Deusto 16-12 |
| XXIX    | 2009 | Deusto     | 24'23"            | 12"        | Deusto 17-12 |
| XXX     | 2010 | Deusto     | 23'50"            | 1'3"       | Deusto 18-12 |
| XXXI    | 2011 | Deusto     | 23'45"            | 14"        | Deusto 19-12 |
| XXXII   | 2012 | Deusto     | 24'33"            | 41"        | Deusto 20-12 |
| XXXIII  | 2013 | Ingenieros | 24'25"            | 7"         | Deusto 20-13 |
| XXXIV   | 2014 | Ingenieros | 22'51"            | 32"        | Deusto 20-14 |
| XXXV    | 2015 | Deusto     | Decisión arbitral | 32"        | Deusto 21-14 |
| XXXVI   | 2016 | Deusto     | 22'14"            | 32"        | Deusto 22-14 |
| XXXVII  | 2017 | Deusto     | 22'14"            | 32"        | Deusto 23-14 |
| XXXVIII | 2018 | Deusto     | 22'14"            | 1'13"      | Deusto 24-14 |
| XXXIX   | 2019 | Deusto     | 23'30"            | 8"         | Deusto 25-14 |
| XL      | 2022 | Ingenieros | 23'38"            | 42"        | Deusto 25-15 |
| XLI     | 2023 | Deusto     | 24'22"            | 22"        | Deusto 26-15 |
| XLII    | 2024 | Deusto     | 25'02"            | 17"        | Deusto 27-15 |